# Paranymphon
Paranymphon – rodzaj kikutnic z rodziny Ammotheidae.
Ciało smuklejsze niż u Achelia czy Tanystylum. Scapus cheliforów jednoczłonowy, a chelae sprawne. Nogogłaszczki zbudowane z ośmiu lub dziewięciu członów. Wyrostki boczne odnóży rozsunięte od siebie o co najmniej połowę szerokości i opatrzone bardzo wysokimi guzkami grzbietowo-dystalnymi.
Do rodzaju tego należą cztery opisane gatunki:
- Paranymphon bifilarium Arango, 2009
- Paranymphon filarium Stock, 1986
- Paranymphon magnidigitatum Hong et Kim, 1987
- Paranymphon spinosum Caullery, 1896